# Franziska Tiburtius

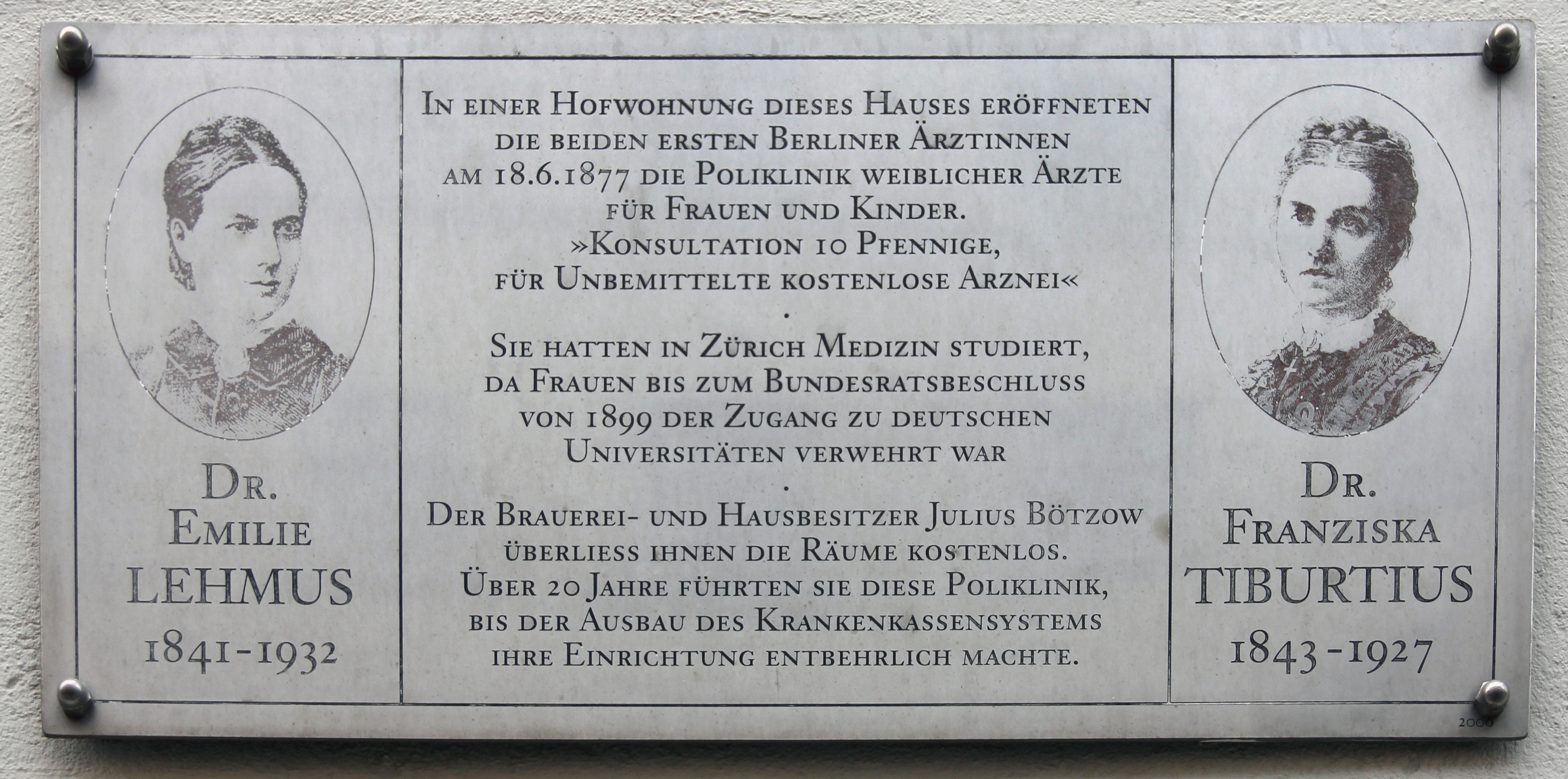
Placa conmemorativa en honor de Emilie Lehmus y de Franziska Tiburtius en Berlín

Franziska Tiburtius (24 de enero de 1843 - 5 de mayo de 1927) fue una médica alemana, una de las dos primeras mujeres en ejercer como doctoras en la Alemania imperial.

## Semblanza
Tras negársele el ingreso en las facultades de medicina alemanas, Tiburtius estudió esta especialidad en Zúrich, y en 1876 aprobó sus exámenes con distinción. Ese año completó una pasantía con el ginecólogo Franz von Winckel en Dresde. Con su compañera de estudios Emilie Lehmus (1841-1932), estableció una consulta privada en Berlín. A pesar de la oposición sostenida de los estamentos médicos oficiales, su clínica logró atraer a una gran clientela.